# Dos hijos desobedientes
Dos hijos desobedientes es una película de comedia musical y wéstern mexicana de 1960, escrita y dirigida por Jaime Salvador, y protagonizada por Antonio Aguilar, Pedro Armendáriz, Elvira Quintana y María Duval.
Los escenarios de la película fueron diseñados por el director de arte Jesús Bracho.

## Argumento
Antonio y Pedro, dos hermanos luchan por comprar un rancho, pero las nuevas dueñas, Elvira y María, son dos jóvenes de las que se enamoran. Para comprar el rancho y poder casarse con ellas, deberán aprender a controlar su comportamiento.

## Reparto
- Antonio Aguilar como Antonio.
- Pedro Armendáriz como Pedro.
- Elvira Quintana como Elvira.
- María Duval como María.
- José Elías Moreno como Padre Mariano.
- Jaime Fernández como Hijo de Carmelo.
- Armando Soto La Marina como El Chicote (como Armando Soto La Marina "El Chicote").
- Federico Curiel «Pichirilo» como Fidencio (como Federico Curiel "Pichirilo").
- Joaquín García «Borolas» como Bartolo (como Joaquin Garcia Vargas "Borolas").
- Amparo Arozamena como Doña Catalina.
- José Eduardo Pérez como Hijo de Carmelo.
- José «El Ojón» Jasso como Juez de concurso.
- Manuel Arvide como Don Carmelo (no acreditado).
- Felipe de Flores (no acreditado)
- José Luis Fernández como Esbirro de Carmelo (no acreditado).
- Salvador Lozano como Licenciado (no acreditado).
- Roberto Meyer como Presidente municipal (no acreditado).
- José Luis Moreno como Hombre golpeado en fiesta (no acreditado).
- Ángela Rodríguez como Amiga de Pedro (no acreditada).
- Mario Sevilla como Don Leoncio (no acreditado).

## Producción y lanzamiento
La película se rodó en 1958. Se estrenó el 17 de marzo de 1960 en el cine Olimpia, donde fue exhibida durante cuatro semanas.